# THE ONE (UVERworldのアルバム)
『THE ONE』（ザ・ワン）は、UVERworldの7枚目のオリジナルアルバム。2012年11月28日にgr8!recordsから発売された。

## 概要
前作『LIFE 6 SENSE』からおよそ1年半ぶりとなるアルバム。アルバムタイトルの「THE ONE」は、UVERworldのファン、関わる人たちすべてが塊となって1つのチーム、一人ひとりの無二の個性が織りなすという感覚や、これまでの活動でようやくステージ1に辿り着いた感覚から付けられた。TAKUYA∞曰く「今回のアルバムで唯一あったテーマは、いい意味で〈一貫性を持たせない〉ということだった」という。レコーディングでは曲によって楽器の種類を変えるなど、多くのことにチャレンジし、バンド貯金で購入したウッドベースやビンテージのバスドラムなどが使われた楽曲も存在する。しかし、後年のTAKUYA∞による明言によれば、「コンセプトが今一つ決まってないのもそうなのだが、実は今までのアルバムの中で一番不満な出来になってしまった。アルバムとしても作品としても完全に失敗作」であると認めている。また、本作の制作過程や完成後に、メンバーおよび制作に関わった人たちに不幸が重なったことも、TAKUYA∞は嫌悪していた。翌年のシングル発売が8月まで延びた要因に、このことが尾を引いてなかなか制作に入れなかったこともあるという。そのため、北海道合宿の際に作った楽曲を利用することで凌いだという。
本作はインストを含む13曲中シングルが5曲、カップリングが2曲と、バンドのオリジナルアルバムの中で既発曲の割合が最も多いアルバムである。その内の約半分である4曲が別バージョンで収録された。シングル曲を含むと制作期間は1年半ほどであるが、シングル以外のアルバム曲は後半の3ヵ月ほどの期間で制作した楽曲である。
本作の発売日前に行われた「UVERworld ARENA TOUR 2012」にて、収録曲である「Don't Think.Feel」「LIMITLESS」「23ワード」「REVERSI」がすでに披露されている。
キャッチコピーは、『情熱は、足りているか？』。
2012年11月27日付のオリコンデイリーチャートでは、初日だけで約4万2000枚を売り上げチャート3位に登場した。同年12月10日付のオリコン週間チャートでは4位を記録。オリジナルアルバムでは『BUGRIGHT』より続いていたTOP3へのチャートインは5作で途切れたものの、前作同等の初動9万5000枚を売り上げた。また、売上もシングルカットされた『REVERSI』のタイアップ効果により、前2作を上回っている。

## 収録内容
| 全作詞: TAKUYA∞、全編曲: UVERworld & 平出悟。 |                                           |           |                |                        |      |
| #                                             | タイトル                                  | 作詞      | 作曲           |                        | 時間 |
| 1.                                            | 「THE ONE (SE)」                          | TAKUYA∞   | 彰             |                        | 0:42 |
| 2.                                            | 「7th Trigger」                           | TAKUYA∞   | TAKUYA∞        |                        | 4:18 |
| 3.                                            | 「Don't Think.Feel」                      | TAKUYA∞   | UVERworld      |                        | 3:46 |
| 4.                                            | 「LIMITLESS」                             | TAKUYA∞   | UVERworld      |                        | 4:18 |
| 5.                                            | 「23ワード」                              | TAKUYA∞   | 信人 / TAKUYA∞ |                        | 4:43 |
| 6.                                            | 「KINJITO (LIVE intro ver.)」             | TAKUYA∞   | UVERworld      | ブラスアレンジ: 管一徹 | 5:09 |
| 7.                                            | 「THE OVER」                              | TAKUYA∞   | UVERworld      |                        | 5:22 |
| 8.                                            | 「此処から」                              | TAKUYA∞   | UVERworld      |                        | 3:59 |
| 9.                                            | 「REVERSI」                               | TAKUYA∞   | 彰 / TAKUYA∞   |                        | 4:49 |
| 10.                                           | 「バーベル〜皇帝の新しい服 album ver.〜」 | TAKUYA∞   | TAKUYA∞        |                        | 3:20 |
| 11.                                           | 「BABY BORN & GO」                        | TAKUYA∞   | TAKUYA∞        |                        | 4:28 |
| 12.                                           | 「AWAYOKUBA-斬る (LIVE intro ver.)」      | TAKUYA∞   | 彰 / TAKUYA∞   |                        | 7:38 |
| 13.                                           | 「NOWHERE boy」                           | TAKUYA∞   | TAKUYA∞        |                        | 5:41 |
| 合計時間:                                     | 合計時間:                                 | 合計時間: | 合計時間:      | 58:18                  |      |

### DVD
- LIVE at Avaco Studio

| 監督: 大喜多正毅。 |                                     |      |            |
| #                  | タイトル                            | 作詞 | 作曲・編曲 |
| 1.                 | 「CORE PRIDE」                      |      |            |
| 2.                 | 「いつか必ず死ぬことを忘れるな」    |      |            |
| 3.                 | 「NO.1~ace of ace」                 |      |            |
| 4.                 | 「一石を投じる Tokyo midnight sun」 |      |            |

- Music Video

| #  | タイトル                       | 作詞 | 作曲・編曲 | 監督       |
| -- | ------------------------------ | ---- | ---------- | ---------- |
| 1. | 「KINJITO~BABY BORN & GO」     |      |            | 中村哲平   |
| 2. | 「7th Trigger~AWAYOKUBA-斬る」 |      |            | 大喜多正毅 |
| 3. | 「THE OVER」                   |      |            | 和田泰宏   |
| 4. | 「THE SONG」                   |      |            | 中村哲平   |

- UVERworld×digital hollywood

## 楽曲解説
1. THE ONE (SE)
アルバムリリース以降、SEとして頻繁に使用される。
2. 7th Trigger
21stシングルの表題曲。表記はないが、オリジナルバージョンの前奏をカットしての収録。
3. Don't Think.Feel
本作のリードトラック。ライブの定番曲として頻繁に演奏される。
ライブ映像やレコーディング風景が収められたPVが制作されている。
4. LIMITLESS
サックスの音色が際立つデジタルロックナンバー。
5. 23ワード
23とはTAKUYA∞が尊敬する画家であるピカソのフルネームを指している。
6. KINJITO (LIVE intro ver.)
20thシングル表題曲のアルバムバージョン。
7. THE OVER
22ndシングル表題曲。TBS系ドラマ『黒の女教師』主題歌。
8. 此処から
仮タイトルは「マテリアル」。
9. REVERSI
映画『青の祓魔師 ―劇場版―』主題歌。のちに23rdシングルとしてシングルカットされた。
仮タイトルは「RIPPLE」。
10. バーベル〜皇帝の新しい服 album ver.〜
21stシングル「7th Trigger」収録曲のアルバムバージョン。イントロにドラムが追加されている。
11. BABY BORN & GO
20thシングルの表題曲。
12. AWAYOKUBA-斬る (LIVE intro ver.)
21stシングル「7th Trigger」収録曲のアルバムバージョン。冒頭にストリングスが追加されている。2012年7月の横浜アリーナ公演ではすでにこのアレンジで披露されていた。2025年現在、UVERworldの楽曲では最長の演奏時間である。
13. NOWHERE boy
仮タイトルは「OUNCE」。リリース以降は数回しか演奏されていないバラードナンバー。理由としては、TAKUYA∞が、「歌詞が極めて後ろ向きかつ暗めで、精神的に落ちているときに作詞した上に、その当時の不幸な出来事を思い出してしまい、この曲を歌うことが今のUVERworldにはプラスにならない」が理由である[要出典]。

## 演奏
- TAKUYA∞：Vocal, Programming
- 克哉：Guitar
- 彰：Guitar, Programming
- 信人：Bass
- 真太郎：Drums
- SEIKA：Sax, Recorder
- UVERworld：Chorus (#3)
- PETER van GOMM：Voice (#2)
- 中西康晴：Piano (#3,5,6,9,12,13)
- 弦一徹：Brass Arrangement (#6)
- 西村浩二、中野勇介：Trumpet (#6)
- 清岡太郎：Trombone (#6)
- 山本拓夫：Alto Sax (#6)
- 弦一徹ストリングス：Strings (#8,12)
- 三沢またろう：Percussion (#11)